# U.T.-Lichtspiele

Die Straße Fünfhausen um 1900; am linken Rand das Konzerthaus Fünfhausen

Die U.T.-Lichtspiele waren ein Lübecker Kino, das von 1921 bis 1922 existierte, aber in der Tradition des Konzerthauses Fünfhausen stand, in dem bereits ab 1897 Filme vorgeführt wurden.

## Konzerthaus Fünfhausen
Im Konzerthaus Fünfhausen, einem seit 1884 bestehenden Varietétheater, dessen Hauptsaal sich im ersten Stock des Hauses Fünfhausen 17–19 befand, fanden bereits frühzeitig Filmvorführungen statt: Die Herbstsaison des Jahres 1897 wurde am 16. September mit einem Gastspiel des Hamburger Varietés von Emil Naucke eröffnet. Einer der Programmpunkte war hierbei die Vorführung von Filmen mit einem Lumière-Kinematographen, der in den Zeitungsberichten besonders hervorgehoben wurde.

Zeitungsanzeige vom 14. September 1897

Die Filmvorführungen waren ein so großer Erfolg, dass sie fortan einen festen Platz im Programm des Konzerthauses Fünfhausen erhielten. Pro Saison fanden mindestens ein bis zwei von Wanderkino-Unternehmern durchgeführte Vorstellungen statt, die bald keine Varieténummern unter anderen mehr darstellten, sondern eigenständige Attraktionen ohne artistisches Begleitprogramm wurden. Im Rahmen dieser Kinovorstellungen wurden bis zu 50 Filme mit einer Gesamtdauer von zwei Stunden gezeigt.
In den Jahren 1905 und 1906 schließlich fanden beinahe täglich Filmvorstellungen statt. Mit der Etablierung ortsfester Lichtspieltheater in Lübeck, die mit der Eröffnung von Diercks Hansa-Kinematograph im April 1906 begann, verloren die Filmvorführungen im Konzerthaus Fünfhausen allerdings wieder an Bedeutung.

## Victoria-Lichtspiele

Eröffnungsanzeige der Victoria-Lichtspiele

Im Frühjahr 1912 übernahm Wilhelm Senff, der zuvor das Kino Metropol geleitet hatte, das Konzerthaus Fünfhausen mit der Absicht, es zu einem Lichtspielhaus umzubauen, dem mit 800 Plätzen bis dahin größten Lübecks. Der große Saal im ersten Stock erhielt eine vollständige Kinoeinrichtung mit eigenem Vorführraum und fest installierter Leinwand.
Am 12. März 1912 wurde das neue Kino unter dem Namen Victoria-Lichtspiele eröffnet. Schon kurz nach Betriebsbeginn zog Senff sich aus dem Unternehmen zurück; zusammen mit der Leitung des Kinos übernahm Erna Thiele auch erhebliche Schwierigkeiten mit den Lübecker Behörden, da zahlreiche der für Lichtspieltheater geltenden Sicherheitsvorschriften beim Umbau nicht beachtet worden waren.
Von Ende Juli bis zum 12. Oktober 1912 ruhte der Kinobetrieb, wurde dann wieder aufgenommen und schon nach wenigen Tagen wieder eingestellt. Noch im selben Monat mietete Oberleutnant Kurt von Hünerbein das Kino von Erna Thiele und führte die täglichen Filmvorstellungen vom 4. November bis in den Dezember fort. Nichts deutet darauf hin, dass sie danach fortgesetzt wurden.
Nach dem Ersten Weltkrieg übernahm der Gastronom Heinrich Todt das Gebäude, richtete im großen Saal das Nachtlokal Fledermaus ein und machte einen im Erdgeschoss befindlichen kleinen Saal zu einem Varietétheater, das im Januar 1921 wegen Unrentabilität schloss. Für einige Wochen versuchte daraufhin das Stadttheater ohne Erfolg, dort eine Kammerspielbühne zu betreiben.

## U.T.-Lichtspiele

Eröffnungsanzeige der U.T.-Lichtspiele; Man beachte den Hinweis auf den Prolog von Ernst Albert.

Nach der Sommerpause 1921 wurde der kleine Erdgeschosssaal von Ernst Schmutzer zu einem Lichtspieltheater mit 500 Plätzen umgebaut, das am 19. November unter dem Namen U.T.-Lichtspiele eröffnet wurde. Die Bezeichnung war den Union-Theatern entliehen, einer seinerzeit berühmten Kette großer Premierenkinos. Allerdings deutet nichts darauf hin, dass die Lübecker U.T.-Lichtspiele in Beziehung zu den U.T.-Kinos standen.
Am 4. April 1922 teilte Schmutzer dem Polizeiamt mit, dass er die U.T.-Lichtspiele an den Hamburger Otto Tangermann verkauft hatte. Auch Tangermann betrieb das Kino nur wenige Monate. Ab Mitte Oktober 1922 erschienen keine Zeitungsanzeigen mehr. Der Betrieb wurde eingestellt; Tangermann kehrte Ende des Monats nach Hamburg zurück.
Mit den U.T.-Lichtspielen endete die Geschichte des Kinos im Gebäude Fünfhausen 17–19. Von 1923 an bis zur Zerstörung des Hauses beim Bombenangriff vom März 1942 diente der kleine Saal als Lagerraum des Lokals Fledermaus.